# Трельес, Игнасио
Игнасио «Начо» Трельес (исп. Ignacio Trelles Campos; 31 июля 1916 — 24 марта 2020) — мексиканский футболист и тренер. Пять раз вставал у руля сборной Мексики, в общей сложности руководил национальной сборной в 106 международных матчах, дважды возглавлял сборную на чемпионатах мира по футболу: 1962 и 1966 годы.
Под его руководством сборная Мексики одержала первую победу в финальной стадии Чемпионатов мира по футболу — над сборной Чехословакии 3-1 в 1962 году в Чили.
Являясь тренером различных футбольных клубов, он провёл на тренерском мостике в общей сложности 1083 матча, из них 463 завершились победами, в 319 был зафиксирован ничейный результат и 301 матч был проигран. В 1979 и 1980 годах, возглавляя клуб Крус Асуль, он дважды подряд приводил его к титулу Чемпиона Мексики., а всего в качестве тренера становился чемпионом Мексики 7 раз.

## Победы в чемпионате Мексики
- «Марте» (1953/54)
- «Сакатепек» (1954/55, 1957/58)
- «Толука» (1966/67, 1967/68)
- «Крус Асуль» (1978/79, 1979/80)[7]

## Работа в сборной Мексики
|         | \| Годы \| Матчи \| В \| Н \| П \| \| ------- \| ----- \| -- \| -- \| -- \| \| 1957 \| 2 \| 1 \| 1 \| 0 \| \| 1960-62 \| 27 \| 11 \| 7 \| 9 \| \| 1965-69 \| 56 \| 28 \| 15 \| 13 \| \| 1975-76 \| 13 \| 5 \| 3 \| 5 \| \| 1990-91 \| 8 \| 5 \| 1 \| 2 \| |    |    |    |
| Годы    | Матчи | В  | Н  | П  |
| 1957    | 2 | 1  | 1  | 0  |
| 1960-62 | 27 | 11 | 7  | 9  |
| 1965-69 | 56 | 28 | 15 | 13 |
| 1975-76 | 13 | 5  | 3  | 5  |
| 1990-91 | 8 | 5  | 1  | 2  |